# فريد روزنر
فريد روزنر (بالإنجليزية: Fred Rosner)‏ هو أستاذ الطب في مدرسة طب ماونت سيناي ومدير قسم الطب في مركز مستشفى كوينز. وهو رئيس لجنة الأخلاقيات الطبية في ولاية نيويورك. وهو خبير في الأخلاق الطبية اليهودية والكتابات الطبية لموسى بن ميمون.